# ノース・ホワイト・プレインズ駅
ノース・ホワイト・プレインズ駅（North White Plains）は、ニューヨーク州ウエストチェスター郡ホワイト・プレインズにあるメトロノース鉄道の駅。

## 概要
メトロノース鉄道のハーレム線の駅である。この駅からニューヨーク州にあるグランド・セントラル駅に行ける。半分以上の列車は当駅どまりになる。

## 利用可能な鉄道路線／列車
メトロノース鉄道：
■ハーレム線
この駅はハーレム線の全列車がとまる。

## 駅構造
2面3線（2島式）のホームを持つ地上駅である。ホームの有効長は10車両。
| 1番線 | ホーム | 2番線 | ホーム | 5番線 |

| のりば  | 路線        | 方向 | 行先                         | 備考 |
| ------- | ----------- | ---- | ---------------------------- | ---- |
| 1・2・5 | ■ハーレム線 | 上り | グランド・セントラル方面     |      |
| 1・2・5 | ■ハーレム線 | 下り | サウスイースト／ワセイク方面 |      |

## 隣の駅
メトロノース鉄道
■ハーレム線
ホワイト・プレインズ - ノース・ホワイト・プレインズ - バルハラ